# بذر اهریمن
«بذر اهریمن» (انگلیسی: Demon Seed) رمانی علمی–تخیلی از دین کونتز است که در سال ۱۹۷۳ منتشر شد.